# Церковь Владимира (Кирилло-Белозерский монастырь)
Церковь равноапостольного великого князя Владимира — небольшая бесстолпная церковь-придел, примыкающая с востока к Успенскому собору Кирилло-Белозерского монастыря.
Храм является фамильной усыпальницей князей Воротынских, будучи первоначально построенным над могилой Владимира Ивановича Воротынского, приближённого Ивана Грозного, на вклад его вдовы. При этом церкви-приделы на Руси появились только в 1548 году (церковь над гробом игумена Никона в Троице-Сергиевой Лавре), да и захоронение светских феодалов с возведением церкви над ними — явление более позднее (XVII века), что говорит об уникальности постройки в историческом контексте. К храму имеет непосредственное отношение небезызвестное послание Ивана Грозного в Кириллов монастырь.

## Описание
Конструкционно храм устроен очень просто, если не сказать примитивно. Перекрытия устроены системой ступенчато повышающихся арочек, которые венчает очень маленький, по сравнению с общими размерами храма, световой барабан. Внешнее оформление скопировано с прототипа — Успенского собора, хотя и присутствует некоторое упрощение. Практически без каких либо существенных изменений была повторена схема венчания основного объёма кокошниками, которые едва уместили над маленьким по размерам приделом. В настоящий момент из-за упрощённой кровли XIX века кокошники нельзя увидеть ни на церкви Владимира, ни на Успенском соборе, ни на церкви Епифания Кипрского. Ко времени постройки в московской храмовой архитектуре появился ряд новшеств, как конструктивных, так и архитектурно-декоративных, однако несмотря на приезжих мастеров (местные строители вряд ли смогли бы так точно скомпоновать фасады и резко прорисовать детали оформления) в строительстве храма нововведения никак не отразились. В целом это характерная для больших монастырей того периода стилистическая общность.
Западная стена практически вся закрыта поздней пристройкой — папертью. С востока пристроена ещё одна церковь-придел Успенского собора — церковь Епифания Кипрского, являющаяся поздней увеличенной копией храма.
Декор традиционен — лопатками членение на прясла, украшенные в верхней части обычным для монастыря кирпичным декором, который повторяется в верхней части барабана. Под луковичной главкой, крытой металлическим лемехом, но до декора есть кольцо с надписью.
- Общий вид с Успенским собором и церковью Епифания
- Главка церкви крупно, вид с юга
- Внутренняя роспись. Фото С. М. Прокудина-Горского, 1909 год